# Lotte Denkhaus
Lotte Denkhaus, geb. Treichel (* 1. März 1905 in Orsoy (Niederrhein); † 19. Oktober 1986 in Bonn), war eine deutsche Schriftstellerin und Pfarrfrau in Velbert, Bremen und Bonn.

## Leben
Lotte Denkhaus wurde in einer Pfarrerfamilie geboren, wuchs in Essen auf, studierte in Marburg und lernte in Bethel Krankenpflege. Als Zweiundzwanzigjährige heiratete sie den Pfarrer Friedrich („Friedel“) Denkhaus, mit dem sie zunächst in Velbert lebte. 1932 wechselte Pfarrer Denkhaus an die Immanuel-Kapelle in Bremen. Dort schloss sie Freundschaft mit dem Dichter Rudolf Alexander Schröder, über den sie später zwei Bücher schrieb. Als Denkhaus 1941 zum Militär eingezogen wurde, hielt seine Frau bis zum Kriegsende das Gemeindeleben aufrecht. Von 1953 bis zu seiner Pensionierung wirkte sie an der Seite ihres Mannes als Pfarrfrau in Bonn. 1966 zog das Ehepaar nach Ittenbach am Siebengebirge, doch nach dem Tod von Friedrich Denkhaus 1972 zog Lotte Denkhaus nach Bonn zurück, wo sie sich unter anderem um psychisch erkrankte und geistig behinderte Menschen kümmerte.
Das Ehepaar hatte drei Kinder: Carola, verh. Twardella (1932–2020), Friedrich (1935–1998) und Ulrich (1938–2013), ebenfalls Pfarrer. 
Lotte Denkhaus verfasste diverse Gedichte, die in sechs Gedichtbänden und etlichen Anthologien veröffentlicht wurden. Ich will zu meinem Vater gehn wurde in einer Vertonung von Dieter Trautwein als Kirchenlied in das Evangelische Gesangbuch (Nr. 315) aufgenommen.

## Werke
- Wir sind Gäste. Gedichte. Oncken, Stuttgart 1947.
- Rudolf Alexander Schröder. Oncken, Stuttgart 1947.
- Der Gast. Theaterstück. Oncken, Stuttgart 1947.
- Otto Freiherr von Taube. Ein christlicher Dichter unserer Tage. Gladbeck 1949.
- Die Erhörung. Gladbeck 1949.
- Mitte aller Zeit. Evangelische Verlags-Anstalt, Berlin 1957.
- Gib uns Kraft zu beten. Presseverband der Evangelischen Kirche im Rheinland, Düsseldorf 1960.
- Der Friede hat die Stadt eingenommen. Neukirchener Verlag, Neukirchen-Vluyn 1977, ISBN 3-7887-0529-9.
- Wir sollen aber Frieden haben. Begegnungen mit Rudolf Alexander Schröder. Die Spur Dorbandt, Berlin 1968.
- Trink doch das Leise. Wittig, Hamburg 1970.